# SV Limburgia in het seizoen 1959/60
Het seizoen 1959/1960 was het zesde jaar in het bestaan van de Brunssumse betaaldvoetbalclub Limburgia. De club kwam uit in de Nederlandse Eerste divisie B en eindigde daarin op de 14e plaats.

## Wedstrijdstatistieken

### Eerste divisie B
|       | AGOVV | Alkmaar '54 | D.F.C. | DHC   | De Graafschap | Eindhoven | Go Ahead | Helmondia '55 | Heracles | Hermes DVS | Leeuwarden | RBC   | RCH   | SHS   | VSV   | ZFC   |
| ----- | ----- | ----------- | ------ | ----- | ------------- | --------- | -------- | ------------- | -------- | ---------- | ---------- | ----- | ----- | ----- | ----- | ----- |
| Thuis | 3 – 1 | 1 – 3       | 0 – 1  | 1 – 2 | 1 – 0         | 4 – 0     | 4 – 0    | 2 – 2         | 1 – 1    | 2 – 1      | 0 – 1      | 3 – 0 | 4 – 1 | 0 – 1 | 5 – 0 | 1 – 4 |
| Uit   | 4 – 1 | 3 – 2       | 1 – 1  | 4 – 1 | 3 – 1         | 3 – 1     | 2 – 2    | 1 – 2         | 5 – 2    | 1 – 1      | 4 – 0      | 3 – 0 | 3 – 2 | 3 – 0 | 1 – 1 | 3 – 3 |

## Statistieken Limburgia 1959/1960

### Eindstand Limburgia in de Nederlandse Eerste divisie B 1959 / 1960
| Stand | Gespeeld | Gewonnen | Gelijk | Verloren | Punten | Doelpunten voor | Doelpunten tegen |
| ----- | -------- | -------- | ------ | -------- | ------ | --------------- | ---------------- |
| 14e   | 32       | 9        | 7      | 16       | 23     | 52              | 62               |

### Topscorers
| Competitie \| # \| Naam \| \| \| ------ \| -------------- \| -- \| \| 1. \| Gradus Hansen \| 16 \| \| 2. \| Leo Beerendonk \| 12 \| \| 3. \| Karel Muyres \| 7 \| \| 4. \| Chris Broeders \| 4 \| \| 4. \| Gène Gerards \| 4 \| \| 6. \| Frits Cox \| 3 \| \| 7. \| Willy Hofman \| 2 \| \| 7. \| Chris Houwers \| 2 \| \| 9. \| Pierre Hofman \| 1 \| \| 9. \| Jan Hoogen \| 1 \| \| Totaal \| Totaal \| 52 \| |                |      |
| # | Naam           | Goal |
| 1. | Gradus Hansen  | 16   |
| 2. | Leo Beerendonk | 12   |
| 3. | Karel Muyres   | 7    |
| 4. | Chris Broeders | 4    |
| 4. | Gène Gerards   | 4    |
| 6. | Frits Cox      | 3    |
| 7. | Willy Hofman   | 2    |
| 7. | Chris Houwers  | 2    |
| 9. | Pierre Hofman  | 1    |
| 9. | Jan Hoogen     | 1    |
| Totaal | Totaal         | 52   |